# De dag van de begrafenis - Scene uit Marokko
De dag van de begrafenis - Scene uit Marokko (Frans: Le jour des funérailles - Scène du Maroc) is een oriëntalistisch schilderij van Jean-Joseph Benjamin-Constant uit 1889. Sinds 1905 maakt het deel uit van de collectie van het Petit Palais in Parijs.

## Geschiedenis
In 1872 maakte de schilder een reis naar Spanje en Fez. Herinneringen aan die reis verwerkte hij in zijn schilderijen. De dag van de begrafenis, dat lang na het verblijf in Marokko ontstond, was het laatste oriëntalistische werk van Benjamin-Constant. Op de Salon van 1889 won het geen prijzen en vond geen koper. Enige tijd later schilderde de kunstenaar een zwarte sluier over het raam op de achtergrond.  
In 1905 schonk de weduwe van de kunstenaar, Catherine-Jeanne Constant, het schilderij aan het Petit Palais. Het stond toen bekend als De begrafenis van de emir (Les funérailles de l'Emir).

## Voorstelling
Op het schilderij is een interieur van een Marokkaans huis op de dag van een wake te zien. Op de voorgrond ligt het lichaam van de dode man op een versierd oosters tapijt bezaaid met rozen en olijftakken. Aan de vingers van zijn hand draagt hij twee kostbare ringen. Aan weerszijden van het tapijt ligt een standaard. Het hoofd van de man rust op een zadel dat typisch is voor Noord-Afrikaanse ruiters. Zijn lichaam is gehuld in een witte burnous en een lichtblauwe mantel. Achter hem, zittend op een lange marmeren trede, waken vier vrouwen over zijn lichaam. Een licht van rechts verlicht de drie die aan zijn voeten zitten met de warme tinten van de ondergaande zon. Links, verborgen in de schaduw, zit een vierde vrouw bij een rokende wierookbrander. De muren van de kamer zijn versierd met tegels die geïnspireerd zijn op de versieringen van het Alhambra. 
Benjamin-Constant had in zijn atelier een verzameling voorwerpen uit Noord-Afrika die hij ook voor dit werk gebruikte. Het schilderij is daardoor etnografisch redelijk nauwkeurig, maar slaagt er ook in om de universele ervaring van de dood op de toeschouwers over te dragen. 